# Cserdi
Cserdi là một thị trấn thuộc hạt Baranya, Hungary. Thị trấn này có diện tích 6,47 km², dân số năm 2010 là 381 người, mật độ 59 người/km².